# Joy Division The Complete BBC Recordings
| Críticas profissionais                                                      | Críticas profissionais |
| Avaliações da crítica                                                       | Avaliações da crítica  |
| Fonte                                                                       | Avaliação              |
| --------------------------------------------------------------------------- | ---------------------- |
| All Music Guide                                                             | link                   |
| Esta tabela precisa de ser acompanhada por texto em prosa. Consulte o guia. |                        |

Joy Division The Complete BBC Recordings é uma compilação da banda britânica de pós-punk Joy Division, lançada em Outubro de 2000. Ela contém uma coleção dos dois EPs das Peel Sessions gravadas pela banda, além da performance no programa da BBC2, Something Else, onde tocaram duas canções, "Transmission" e "She's Lost Control". Este álbum, em sua integra, foi incluído mais tarde na coletânea The Best of Joy Division, em 2008. Também foi relançado em 2002 pela gravadora Varèse, com o título de Before & After - The BBC Sessions como um álbum duplo, sendo que o segundo disco contém canções do New Order, lançadas no álbum BBC Radio 1 Live In Concert, de 2000.

## Faixas
Disco 1
Todas as faixas por Joy Division
1. "Exercise One" - 2:32
2. "Insight" - 3:53
3. "She's Lost Control" - 4:11
4. "Transmission" - 3:58
5. "Love Will Tear Us Apart" - 3:25
6. "Twenty Four Hours" - 4:10
7. "Colony" - 4:05
8. "Sound of Music" - 4:27
9. "Transmission" (BBC's Something Else performance) - 3:18
10. "She's Lost Control" (BBC's Something Else performance) - 3:44
11. "Ian Curtis & Stephen Morris interviewed by Richard Skinner" - 3:32

Disco 2 - Before & After - The BBC Sessions
Todas as faixas por New Order, exceto onde indicado
1. "Touched By The End Of God" - 4:58
2. "Temptation" - 8:36
3. "True Faith" (Morris, Hague, Sumner, Gilbert, Hook)- 5:46
4. "Your Silent Face"  - 6:05
5. "Every Second Counts" - 4:20
6. "Bizarre Love Triangle" - 4:39
7. "Perfect Kiss" - 10:06
8. "Age Of Consent" - 5:20
9. "Sister Ray" (Cale, Morris, Reed, Tucker) - 9:21